# Supercoppa belga 2015 (pallavolo femminile)
La Supercoppa belga 2015 si è svolta il 25 ottobre 2015: al torneo hanno partecipato due squadre di club belghe e la vittoria finale è andata per la quarta volta al VDK Gent Damesvolleybalteam.

## Regolamento
Le squadre hanno disputato una gara unica.

## Squadre partecipanti
| Squadra            | Qualificazione                                     | Ultima partecipazione |
| ------------------ | -------------------------------------------------- | --------------------- |
| VDK Gent           | Finalista Coppa del Belgio 2014-15                 | Supercoppa belga 2013 |
| Asteríx Kieldrecht | Vincitrice Liga A 2014-15/Coppa del Belgio 2014-15 | Supercoppa belga 2014 |

## Torneo
| 25 ottobre 2015 ?, Gand Durata: ? - Spettatori: ? | VDK Gent | 3 - 0 | Asteríx Kieldrecht | 25-21, 26-24, 25-23 |